# Aasu
Aasu är en ort i Amerikanska Samoa (USA).   Den ligger i distriktet Västra distriktet, i den västra delen av landet, 6 kilometer väster om huvudstaden Pago Pago. Aasu ligger 69 meter över havet och antalet invånare är 353. Den ligger på ön Tutuila Island.
Terrängen runt Aasu är lite kuperad. Havet är nära Aasu norrut.  Närmaste större samhälle är Pago Pago, 6,4 kilometer öster om Aasu. 
I omgivningarna runt Aasu växer i huvudsak städsegrön lövskog.